# Hems (Schlafboden)
Ein Hems (von dänisch hems = Dachgeschoss) ist ein offener Schlafboden, der meist durch eine Holzleiter zugänglich ist. Einige Arten von Hemsen sind sehr flach und ohne Fenster, bei anderen führt eine offene Treppe in den Hems.
Bei der Vermietung dänischer Sommerferienhäuser werden Schlafräume im Hems nicht als vollwertige Zimmer gerechnet, sondern werden in den Objektbeschreibungen als Zusatz angegeben. Statt eines Hauses für sechs Personen wird bei Vorhandensein eines Hems eine Personenzahl von sechs bis acht angegeben.